# John Martin (Politiker, 1839)
John Alexander Martin (* 10. März 1839 in Brownsville, Pennsylvania; † 2. Oktober 1889 in Atchison, Kansas) war ein US-amerikanischer Politiker und von 1885 bis 1889 der zehnte Gouverneur des Bundesstaates Kansas.

## Frühe Jahre und politischer Aufstieg
John Martin besuchte die örtlichen Schulen seiner Heimat. Nach einer Lehre im Druckereigewerbe zog er im Herbst 1857 nach Kansas. Dort war er zunächst bei einigen Zeitungen angestellt, ehe er Ende 1858 eine Zeitung aufkaufte und sie unter den Namen „Freedoms Champion“ bzw. nach einer weiteren Umbenennung „Atchison Champion“ bis zu seinem Tod herausgab. Während des Bürgerkrieges diente er als Oberstleutnant bei der 8th Kansas Infantry. Er nahm an mehreren Schlachten teil und wurde später zum Brevet-Brigadegeneral befördert.
Martins politischer Aufstieg begann im Jahr 1859, als er an der verfassungsgebenden Versammlung von Kansas teilnahm. Als Mitglied der Republikanischen Partei war er Delegierter zu deren Bundesparteitagen der Jahre 1860, 1868, 1872 und 1880. Von 1859 bis 1860 saß er im Senat von Kansas. Nach der Unterbrechung durch den Bürgerkrieg setzte er seine politische Laufbahn als Bürgermeister von Atchison fort. In dieses Amt wurde er 1865, 1878 und 1880 gewählt. 1884 wurde er von seiner Partei als Kandidat für die Gouverneurswahlen nominiert.

## Gouverneur von Kansas
Nach der erfolgreichen Wahl, bei der er sich gegen den demokratischen Amtsinhaber George Washington Glick durchsetzte, konnte Martin sein neues Amt am 12. Januar 1885 antreten. Nachdem er 1886 bestätigt worden war, konnte er insgesamt vier Jahre amtieren. In dieser Zeit wurde in Kansas die Behörde für Arbeitsstatistik gegründet (Bureau of Labor Statistics). In Hutchinson wurde eine Besserungsanstalt erbaut. Der Ausbau des Eisenbahnnetzes wurde weiter vorangebracht. Im Jahr 1886 kam es im Zusammenhang mit einem Eisenbahnerstreik zu gewalttätigen Ausschreitungen, die der Gouverneur nur mit Hilfe der Nationalgarde eindämmen konnte. Ein Jahr später erhielten die Frauen das Wahlrecht für den Schul- und kommunalen Bereich. Das war ein erster Schritt in Richtung eines allgemeinen Wahlrechts. Ende 1888 kam es nach einer schlechten Ernte und dem Zusammenbruch eines kurzlebigen Immobilienrausches in Kansas zu einer kurzfristigen Wirtschaftskrise. In einigen Countys ereigneten sich Streitereien um den Sitz der Verwaltung. Im Stevens County kamen bei einem solchen Streit sogar einige Menschen ums Leben. Der Gouverneur musste die Lage erneut mit Hilfe der Nationalgarde beruhigen. Schließlich wurden im Jahr 1888 die meisten Streitigkeiten innerhalb der Countys, einschließlich des Stephen County, beigelegt.
Gouverneur Martin erwarb sich große Verdienste auf dem Gebiet der Bildungspolitik. Damals entstanden 182 neue Schulgebäude im Land. Nach Ablauf seiner zwei Amtszeiten entschied sich Martin, auf eine neuerliche Kandidatur zu verzichten. Aus diesem Grund schied er am 14. Januar 1889 aus seinem Amt aus. In den wenigen Monaten, die ihm noch nach dem Ende seiner Amtszeit blieben, widmete er sich wieder seiner Zeitung. Er starb aber schon im Oktober desselben Jahres. John Martin war mit Ida Challis verheiratet und hatte mit ihr sieben Kinder.